# Эскадрилья № 5
«Эскадрилья № 5» (другое название — «Война начинается») — советский, так называемый «оборонный» пропагандистский фильм, снятый в 1939 году режиссёром Абрамом Роомом по сценарию Иосифа Прута.

## Сюжет
Действие происходит в условиях гипотетически предполагаемой войны. Советская разведка перехватывает приказ высшего командования враждебной Германии о переходе советской границы. На бомбёжку немецких аэродромов вылетают отряд советских самолётов, в числе которого — эскадрилья № 5. Несмотря на успешное выполнение задания, врагу удаётся подбить два советских самолёта. Лётчики эскадрильи № 5 — майор Гришин и капитан Нестеров — на парашютах спускаются на территорию врага.
Захватив немецкую форму одежды, они случайно встречаются с группой немецких антифашистов и с их помощью проникают на подземную базу врага. Выдавая себя за офицеров немецкого штаба, узнают планы противника и через вражескую радиостанцию сообщают советским бомбардировщикам координаты замаскированной базы. Позже, с помощью немецкого солдата-антифашиста, герои захватывают самолёт и благополучно возвращаются на нём на свой аэродром.

## В ролях
- Юрий Шумский — Командующий фронтом
- Николай Гарин — майор Гришин
- Борис Безгин — капитан Нестеров
- Софья Альтовская — старший лейтенант Гришина
- Андрей Апсолон — радист-стрелок
- Виктор Громов — генерал Гофер
- Сергей Ценин — генерал Хват
- Николай Братерский — полковник Оберст
- Яков Заславский — полковник Горн
- Л. Новиков — полковник Вессель
- Виктор Добровольский
- Вячеслав Гомоляка

## Съёмочная группа
- Автор сценария: Иосиф Прут
- Режиссёр: Абрам Роом
- Ассистенты режиссёра:
  - В. П. Кучвальский
  - В. М. Иванов
  - Г. И. Липшиц
  - Н. А. Рыльский
- Оператор: Н. П. Топчий
- Воздушные съёмки: А. К. Пищиков
- Ассистенты операторов: О. А. Оржеховский и А. И. Тимашова
- Художники: А. В. Бобровников и Михаил Ф. Солоха
- Режиссёр-монтажер: И. П. Леликов
- Композитор: К. Ф. Данькевич
- Автор текстов песен: В. И. Лебедев-Кумач
- Звукооператоры: А. М. Бабий и Н. И. Авраменко
- Директор съёмочной бригады: Н. Н. Човгун
- Военные консультанты:
  - комбриг, Герой Советского Союза И. И. Евсевьев
  - комдив П. А. Котов
  - полковник С. А. Дояр
  - полковник А. М. Дьяков
  - полковник И. Ф. Иванов

## Критика

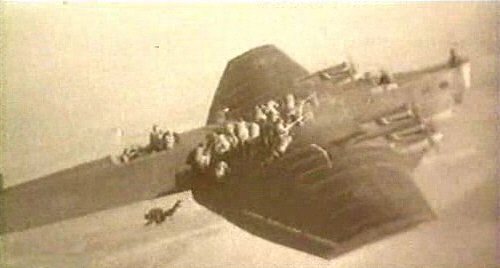
Кадр из фильма: высадка парашютного десанта с ТБ-3

Простой и вместе с тем наивный сюжет в совокупности с пропагандистским содержимым и идеологической составляющей стал причиной разгромных рецензий этого фильма уже в наше время в 2005 году, о нём писали: «Бездарность данной картины столь огромна и необъятна, что подымает заурядный урапатриотический фильм на недосягаемую высоту и делает его первым образцом нового жанра — психоделического треша».
У фильма было ещё одно название «Война началась». Кинокартина вышла в прокат 20 июня 1939 года, а через два месяца — 23 августа, Советский Союз заключил знаменитый Договор о ненападении между Германией и СССР, известный также как Пакт Молотова-Риббентропа и фильм сразу был снят с проката.
Фильм характерезуют как псевдовоенный, пропагандиский, воспевающий миф о «победоносной мощи» советского оружия в условиях предполагаемой войны. После начала реальной войны с Германией 22 июня 1941 года, фильм был запрещён к показу.
В картине с поразительной точностью было предсказано развитие ситуации на советско-германском фронте в начале войны, но с точностью до наоборот, так как фильм был снят в полном соответствии со знаменитой советской доктриной «воевать малой кровью на чужой территории», согласно которой сначала враг должен вторгнуться на территорию СССР, после чего Красная армия остановит его, пойдёт в контрнаступление силами авиации и танков, выбьет его с советской земли и перейдёт на территорию враждебного государства.
Фильм любопытен и тем, что среди консультантов картины упоминается некий «Комдив, орденоносец П. А. Котов», что заставляет вспомнить главного героя фильма Никиты Михалкова «Утомленные солнцем», тоже комдива и орденоносца, комдив Котов существовал на самом деле и вполне мог стать прототипом кинематографического героя.